# Cugnaux
Cugnaux är en kommun i departementet Haute-Garonne i regionen Occitanien i södra Frankrike. Kommunen ligger i kantonen Tournefeuille som tillhör arrondissementet Toulouse. År 2022 hade Cugnaux 20 239 invånare.

## Befolkningsutveckling
Antalet invånare i kommunen Cugnaux
Referens:INSEE